# José Luis Fletes Santana
José Luis Fletes Santana (* 12. Dezember 1947 in Rancho Viejo de los Fletes) ist emeritierter Weihbischof in Mexiko.

## Leben
José Luis Fletes Santana empfing am 15. Dezember 1975 die Priesterweihe.
Papst Johannes Paul II. ernannte ihn am 29. Januar 2000 zum Titularbischof von Thunusuda und zum Weihbischof in Mexiko. Der Erzbischof von Mexiko, Norberto Kardinal Rivera Carrera, spendete ihm am 4. März desselben Jahres die Bischofsweihe; Mitkonsekratoren waren Justo Mullor García, Apostolischer Nuntius in Mexiko, und Ricardo Watty Urquidi MSpS, Weihbischof in Mexiko.
Von seinem Amt trat er am 31. Mai 2003 zurück.